# Куцокрил цейлонський
Куцокри́л цейлонський (Elaphrornis palliseri) — вид горобцеподібних птахів родини кобилочкових (Locustellidae). Ендемік Шрі-Ланки. Єдиний представник монотипового роду Цейлонський куцокрил (Elaphrornis).

## Опис
Довжина птаха становить 14 см. Верхня частина тіла коричнева, нижня частина тіла сірувата. Хвіст широкий, крила відносно короткі. Над очима малопомітні світлі "брови", горло оранжеве. Виду не притаманний статевий диморфізм, у молодих птахів пляма на горлі відсутня.

## Поширення і екологія
Цейлонські куцокрили є ендеміками Шрі-Ланки. Живуть у вологих гірських і рівнинних тропічних лісах Центрального нагір'я, в заростях бамбука і Strobilanthes та на узліссях. Зустрічаються на висоті понад 1500 м над рівнем моря. Живляться безхребетними, зокрема личинками павуків, гусінню і червами. Сезон розмноження триває з березня по травень і з серпня по вересень.

## Збереження
МСОП класифікує стан збереження цього виду як близький до загрозливого. Цейлонські куцокрили є рідкісними, локально поширеними птахами, яким може загрожувати знищення природного середовища.